# Scanner (grafisch)
Een scanner is een invoerapparaat waarmee een object in de echte wereld systematisch afgetast omgezet kan worden in data. Deze data kunnen op een opslagmedium worden vastgelegd voor bewerking en analyse in een computer. In de kantooromgeving wordt de scanner vaak gebruikt om documenten in het formaat A4, in kleur of zwart-wit, in te voeren.

## Optische documentscanner

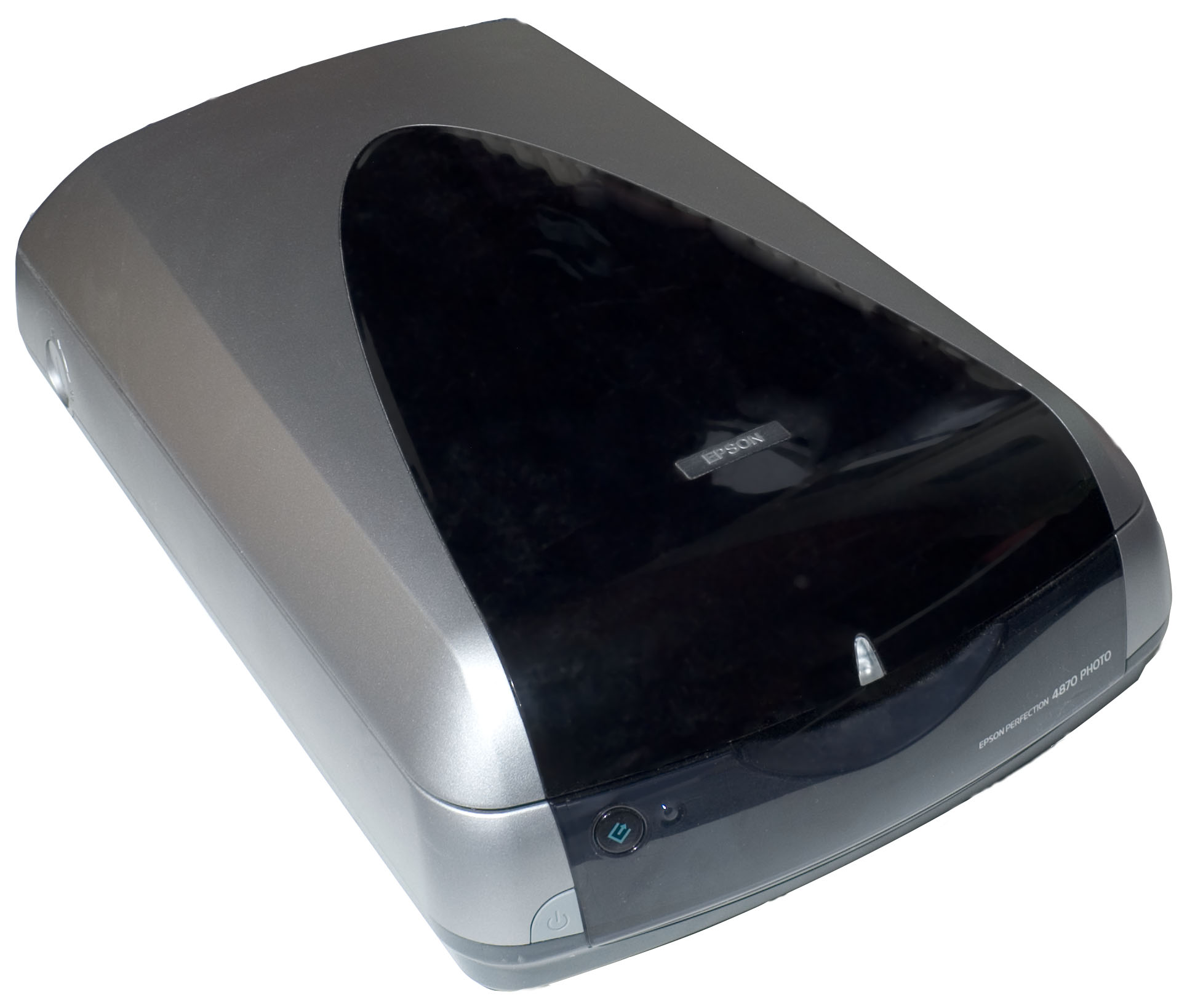
Flatbedscanner

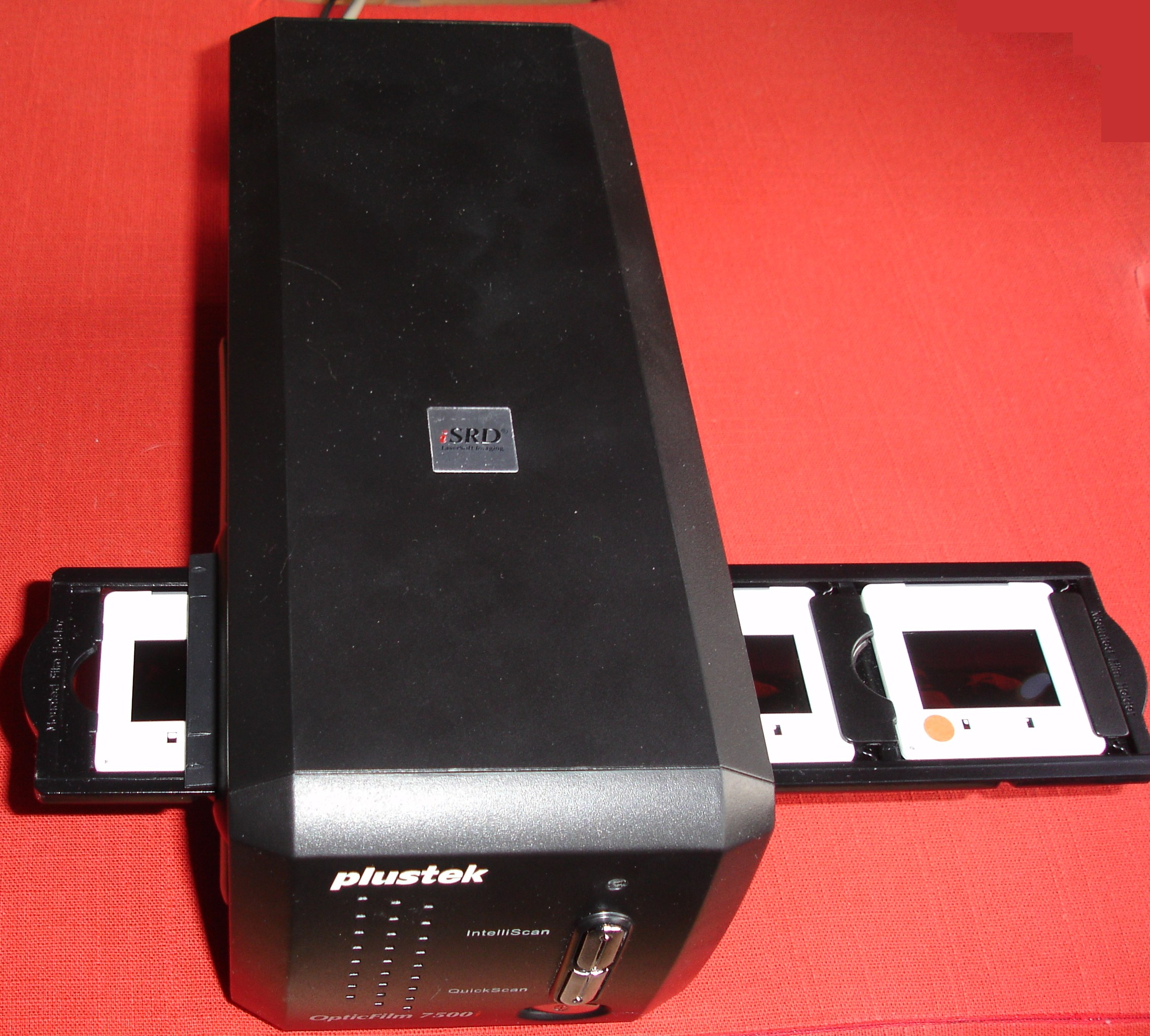
Scanner voor dia's en negatieven

Bij optische apparatuur moet onderscheid gemaakt worden tussen de hardware en de software en hun wisselwerking. 
Voor de koppeling met de computer zijn verschillende soorten interfaces mogelijk: 
- Parallelle poort (bidirectioneel)
- USB (versie 1 of 2 maakt veel verschil in snelheid)
- SCSI, vooral bij de meer professionele machines
- FireWire (IEEE 1394)
- De Apple Macs en scanners werken ook veelal met USB 2.0, maar ze doen dit pas echt snel en goed vanaf Mac OS X 10.3.

Soms kan ook nog apart met opvallend of doorvallend licht als bron voor dia's, overheadsheets enz. gewerkt worden, ook is er soms een aparte sheetfeeder (invoer van losse A4 vellen) extra verkrijgbaar.
Qua werking is nog verschil te maken in doorvoer-, glasplaat- (=flatbed) of drumtypes, waarbij voor huis-tuin-keukengebruik ook in de privésector de A4-flatbedscanner anno 2006 het meest in omloop is. Vroeger had men nog handscanners (vaak in grijstinten), maar die zijn langzamerhand achterhaald. Nu zien we een combinatie van printer, fax, scanner en kopieermachine in een compact multifunctioneel apparaat (all-in-one) aan populariteit snel terrein winnen.

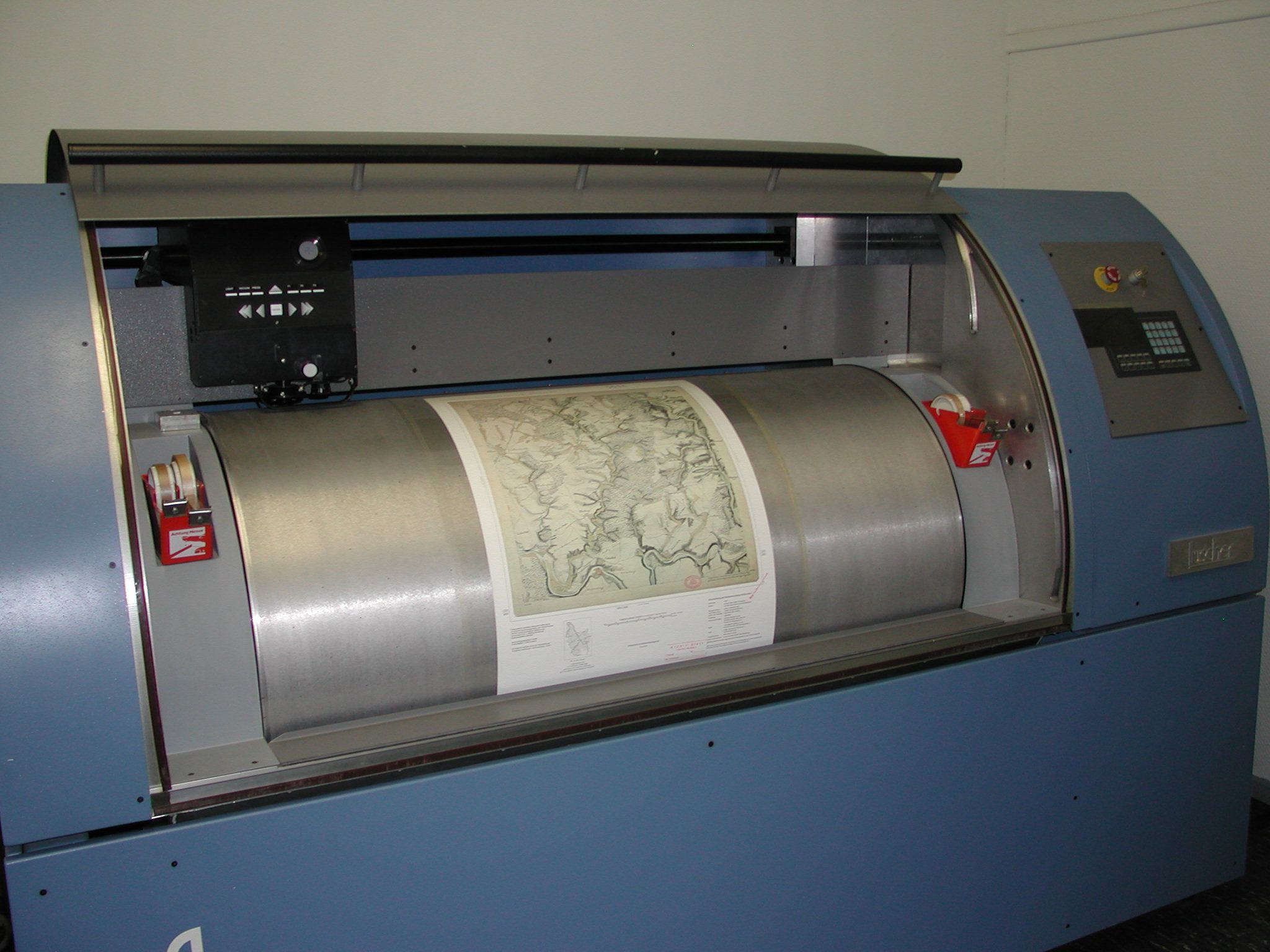
Trommelscanner

Softwarematig wordt programmatuur meegeleverd (gebundeld), die een TWAIN-protocol of een ISIS-aansturing van de computer gebruikt. Onder Linux gaat de aansturing volgens het SANE-protocol.

## Afbeeldingen en teksten
Door middel van een scanner kunnen afbeeldingen en teksten gedigitaliseerd worden. Digitale afbeeldingen in kleur, grijstinten of zwart/wit kunnen bewerkt worden met daarvoor geschikte computerprogrammatuur en daarna worden afgedrukt met behulp van een printer of verzonden in e-mail, dan wel gebruikt in webpagina's.
Bij het digitaliseren van teksten volgt nog een volgende stap: het herkennen van de tekst door de computer. De gangbare Engelse term hiervoor is Optical character recognition, afgekort tot OCR of in begrijpelijk Nederlands Optische Tekenherkenning OTH (hoewel het nooit een Nederlands woord zal worden). Lettervormen worden door speciale patroonherkenning software opgezocht en vertaald naar de corresponderende digitale lettertypen, grootte en opmaak (vet, schuin, onderstreept, enz.) presentatie. Op deze manier kan tekst, mits opgemaakt in een door de software goed leesbare letter goed herkend worden. Bekende software in deze is Caere met haar Omnipage, die een paar jaar geleden vele andere producenten als Wordscan en Recognita inlijfde. Omdat de beginletter veelal niet juist is, werken spellings controle programma's vaak minder goed (denk aan heeft, beeft, leeft, zeeft, weeft, geeft enz.) Ook de rn voor m, of de l, 1, I en o, O 0 (nul) leveren soms problemen, dus men moet de gedigitaliseerde tekst toch zeker wel controleren.
Ook zal een OCR-scan van een fotokopie of doorslag vaak slechtere resultaten geven dan van het origineel, en het klinkt vreemd maar een stofdoek over de glasplaat halen doet soms ook wonderen qua herkenningspercentage.
Ook Adobe Acrobat Professional heeft een OCR mogelijkheid, waarbij de werkwijze sterk verschilt van de traditionele aanpak: de lay-out is uitvoer bepalend en niet primair de woordherkenning. Het Adobe OCR gereedschap heet 'capturen', waarmee toch een sterke bestandscompressie haalbaar is.
Wanneer herkenning 100% betrouwbaar dient te zijn in verband met bijvoorbeeld volledig automatische verwerking van de gescande documenten dan wordt over het algemeen niet voor OCR of ICR (handschriftherkenning) gekozen maar voor streepjescode-herkenning.

## Gerelateerde onderwerpen
- Computertomografie (CT-scannen)
- Digitale beeldbewerking
- OCR